# The Breath of a Nation
The Breath of a Nation est un court métrage d'animation américain réalisé par Gregory La Cava, sorti en 1919. 
Il fait partie de la série Judge Rummy. Ce court métrage d'animation présente également un intérêt historique car Educational Films Corporation of America a diffusé en salles ce film, juste à temps pour coïncider avec le début de la prohibition.

## Synopsis
La femme du juge Rummy jette son énorme réserve d'alcool et l'informe qu'il a rendez-vous à une conférence sur la tempérance. Sur son chemin, le juge passe par le bar de Silk Hat Harry, le vendeur de boisson fruité, et apprend qu'il a mis au point un substitut pour ses boissons…

## Fiche technique
- Titre : The Breath of a Nation
- Réalisateur : Gregory La Cava
- Pays d'origine :  États-Unis
- Genre : Film d'animation
- Durée : 6 min.
- Date de sortie : États-Unis : 29 juin 1919